# Sailly (Ardennes)
Pour les articles homonymes, voir Sailly.
Sailly est une commune française, située dans le département des Ardennes en région Grand Est.

## Géographie

### Localisation
|                 | Tétaigne | Blagny Linay |
| Vaux-lès-Mouzon | Sailly   | Villy        |
|                 | Malandry |              |

Sailly est un village entouré d'un territoire agricole et forestier.  On peut apercevoir en arrière-plan la ville de Blagny et Carignan. On aperçoit aussi la Chiers et la Nonne.
Elle est entourée de prairies, à 1 km au sud de la Chiers. Sailly se compose du village proprement dit et de quelques écarts, notamment au sud-est : ferme de la Tuilerie, ferme de Blanchampagne, ferme de Presles. Ces deux dernières fermes sont anciennes.

### Géologie
Le bourg et la partie nord du territoire de la commune, vers la vallée de la Chiers, appartiennent principalement au troisième étage du terrain liasique (190 millions d'années) où dominent les marnes recouvertes par les alluvions de la Chiers. On y trouve aussi des calcaires ferrugineux et argileux. Le reste de la commune, au sud, appartient au premier étage du terrain jurassique (208 Ma). Le sol a été exploité autrefois pour fournir des moellons.

### Hydrographie
La commune est dans le bassin versant de la Meuse au sein du bassin Rhin-Meuse. Elle est drainée par le ruisseau de Prele, le ruisseau de Nonne, le ruisseau des Cros Saules, le ruisseau de la Valette, le ruisseau Rigel et le ruisseau de Revigny,.

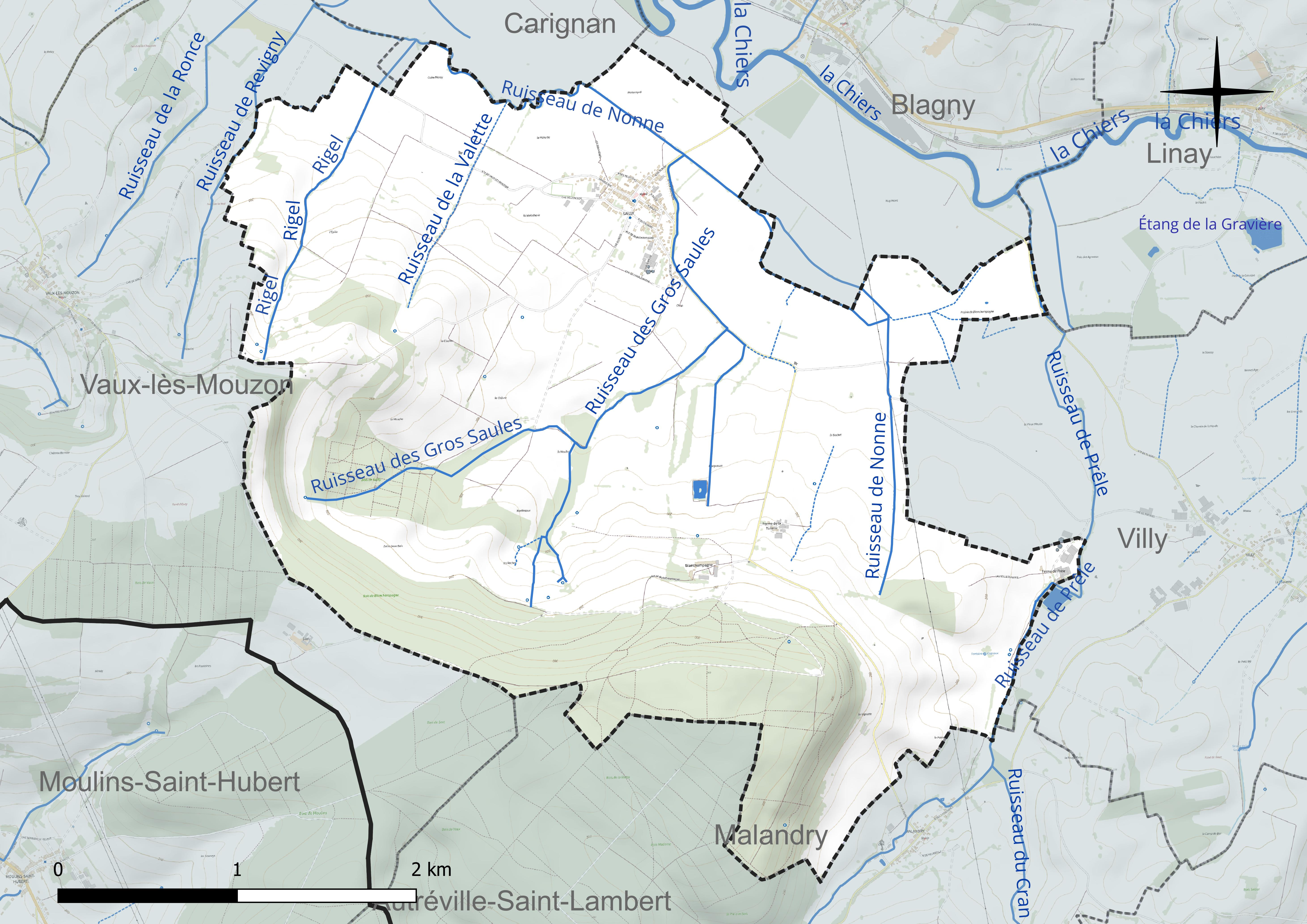
Réseau hydrographique de Sailly.

### Climat
Pour des articles plus généraux, voir Climat du Grand Est et Climat des Ardennes.
En 2010, le climat de la commune est de type climat de montagne, selon une étude du Centre national de la recherche scientifique s'appuyant sur une série de données couvrant la période 1971-2000. En 2020, Météo-France publie une typologie des climats de la France métropolitaine dans laquelle la commune est exposée à un climat océanique altéré et est dans la région climatique Lorraine, plateau de Langres, Morvan, caractérisée par un hiver rude (1,5 °C), des vents modérés et des brouillards fréquents en automne et hiver.
Pour la période 1971-2000, la température annuelle moyenne est de 10,1 °C, avec une amplitude thermique annuelle de 16,1 °C. Le cumul annuel moyen de précipitations est de 929 mm, avec 13,2 jours de précipitations en janvier et 9,3 jours en juillet. Pour la période 1991-2020, la température moyenne annuelle observée sur la station météorologique de Météo-France la plus proche, « Linay », sur la commune de Linay à 4 km à vol d'oiseau, est de 10,4 °C et le cumul annuel moyen de précipitations est de 969,0 mm. 
La température maximale relevée sur cette station est de 42 °C, atteinte le 25 juillet 2019 ; la température minimale est de −24 °C, atteinte le 9 janvier 1985,,.
Les paramètres climatiques de la commune ont été estimés pour le milieu du siècle (2041-2070) selon différents scénarios d'émission de gaz à effet de serre à partir des nouvelles projections climatiques de référence DRIAS-2020. Ils sont consultables sur un site dédié publié par Météo-France en novembre 2022.

## Urbanisme

### Typologie
Au 1er janvier 2024, Sailly est catégorisée commune rurale à habitat dispersé, selon la nouvelle grille communale de densité à 7 niveaux définie par l'Insee en 2022.
Elle est située hors unité urbaine. Par ailleurs la commune fait partie de l'aire d'attraction de Carignan, dont elle est une commune de la couronne,. Cette aire, qui regroupe 12 communes, est catégorisée dans les aires de moins de 50 000 habitants,.

### Occupation des sols
L'occupation des sols de la commune, telle qu'elle ressort de la base de données européenne d’occupation biophysique des sols Corine Land Cover (CLC), est marquée par l'importance des territoires agricoles (73,6 % en 2018), une proportion sensiblement équivalente à celle de 1990 (73,8 %). La répartition détaillée en 2018 est la suivante : 
prairies (42,1 %), terres arables (31,5 %), forêts (24,2 %), zones urbanisées (2,2 %). L'évolution de l’occupation des sols de la commune et de ses infrastructures peut être observée sur les différentes représentations cartographiques du territoire : la carte de Cassini (XVIIIe siècle), la carte d'état-major (1820-1866) et les cartes ou photos aériennes de l'IGN pour la période actuelle (1950 à aujourd'hui).

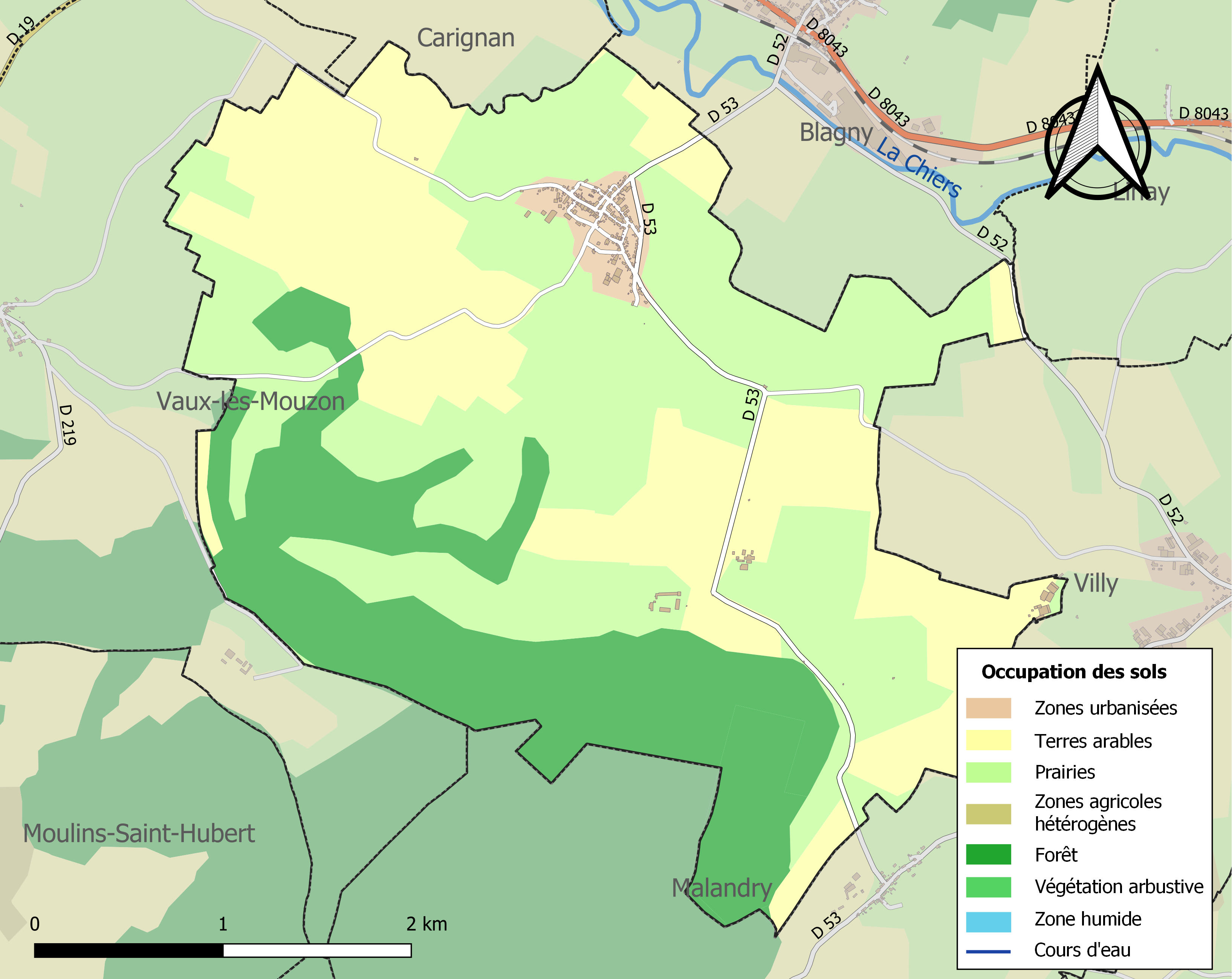
Carte des infrastructures et de l'occupation des sols de la commune en 2018 (CLC).

## Toponymie
Le nom de Sailly proviendrait d'un nom d'homme gallo-romain, Salius, et du suffixe -acum, latinisation du suffixe gaulois -*acon. Il s'agirait donc probablement d'une propriété rurale d'origine gallo-romaine, ou à la rigueur de l'Antiquité tardive. On trouve Salei en 1173, puis Saliul en 1207. Dans l’envoi de la chanson du trouvère Gautier d’Épinal, RS 504, est mentionné Selley.

## Histoire
Sailly a appartenu au comté de Chiny puis à la prévôté d'Yvois. Le village fut annexé par la France en 1659 avec le reste de la prévôté d'Yvois. En 1662, Sailly fait partie du duché et bailliage de Carignan lequel relève directement du parlement de Metz. Situé à proximité de la frontière du royaume de France, ce territoire fait l'objet de plusieurs passages de bandes armées. Le canal de la Nonne est creusé en 1769 pour évacuer les eaux de la Chiers en période de crue. La ferme et le bois de Blanchampagne a été une propriété de l'abbaye d'Orval jusqu'à la Révolution de 1789.
Au moment de la Révolution, la ferme de Blancampagne est vendue comme bien national, et acquise par un notaire de Metz. Elle est rachetée en 1835 par le marquis de Clermont-Tonnerre. Cette famille la revend en 1883.
Durant la guerre franco-allemande de 1870, le général Margueritte passe une nuit à Sailly, qui est livré au pillage par les troupes allemandes quelques jours plus tard.
Pendant la Première Guerre mondiale, le village est pillé par les troupes allemandes en août 1914, puis occupé pendant la durée du conflit. Un combat aérien se déroule dans les airs le 4 novembre 1918, avec l'engagement de sept avions américains.
La route reliant Sailly à Blagny est surélevée en 1932/1933, pour maintenir cette liaison routière en période de crue de la Chiers.
La Seconde Guerre mondiale commence en 1939 par une période d'attente et d'observation  dans cette région, c'est la Drôle de guerre. À la suite de la mobilisation française de 1939, des troupes françaises stationnent en effet à proximité de la frontière, et occupent aussi quelques blockhaus construits au bout de la ligne Maginot (qui s'arrête à l'ouvrage de La Ferté, proche du village), mais ces troupes françaises ne franchissent pas la frontière. Le 10 mai 1940, au matin, les Allemands attaquent la Belgique, le Luxembourg et les Pays-Bas. Conformément au plan Dyle-Bréda, les troupes françaises et britanniques opèrent un vaste mouvement pour arrêter l'ennemi en Belgique et les divisions de cavalerie légère franchissent enfin la frontière pour opérer cette mission. Mais les Panzerdivisionen, désormais en force, continuent à avancer, pour effectuer une percée à Sedan. Le 11 mai, la cavalerie française du général Huntziger, la 2e division légère de cavalerie, qui s'était avancée en Belgique et s'était heurtée aux Panzerdivisionen, se replie. Les ponts sur la Chiers sont détruits peu après. Le 12 mai, les têtes de colonne allemandes atteignent la Meuse dans le secteur de Sedan, comme prévu. Le 13 mai, la zone de Donchery jusqu’à Bazeilles est la cible de bombardements de l'aviation allemande, en particulier des Stukas, qui touchent le moral des troupes françaises et provoquent une profonde désorganisation. Des éléments de l'infanterie allemande traversent le fleuve de la Meuse. La position française ne tient que quelques heures et le 13 mai, au soir, elle est percée, une vingtaine de kilomètres au nord de Sailly et de l'ouvrage de la Ferté, entre Wadelincourt et Donchery. Les jours suivants, les troupes allemandes avancent le long de la Chiers, visant notamment l'extrémité de la ligne Maginot. Sailly est détruite à 80 % au cours des combats.

## Politique et administration
| Période                                  | Période                   | Identité                                        | Étiquette | Qualité             |
| ---------------------------------------- | ------------------------- | ----------------------------------------------- | --------- | ------------------- |
| ~ 1840                                   |                           | Jean Louis Gruget                               |           |                     |
| mars 2001                                | 2014                      | Robert Forget                                   |           |                     |
| mars 2014                                | En cours (au 27 mai 2020) | Jérôme Prudhomme Réélu pour le mandat 2020-2026 |           | Employé de commerce |
| Les données manquantes sont à compléter. |                           |                                                 |           |                     |

## Démographie
L'évolution du nombre d'habitants est connue à travers les recensements de la population effectués dans la commune depuis 1793. Pour les communes de moins de 10 000 habitants, une enquête de recensement portant sur toute la population est réalisée tous les cinq ans, les populations de référence des années intermédiaires étant quant à elles estimées par interpolation ou extrapolation. Pour la commune, le premier recensement exhaustif entrant dans le cadre du nouveau dispositif a été réalisé en 2005.

En 2022, la commune comptait 249 habitants, en évolution de −0,4 % par rapport à 2016 (Ardennes : −2,97 %, France hors Mayotte : +2,11 %).
| 1793 | 1800 | 1806 | 1821 | 1831 | 1836 | 1841 | 1846 | 1851 |
| ---- | ---- | ---- | ---- | ---- | ---- | ---- | ---- | ---- |
| 402  | 237  | 330  | 405  | 423  | 450  | 446  | 439  | 450  |

| 1866 | 1872 | 1876 | 1881 | 1886 | 1891 | 1896 | 1901 | 1906 |
| ---- | ---- | ---- | ---- | ---- | ---- | ---- | ---- | ---- |
| 465  | 478  | 457  | 434  | 393  | 405  | 388  | 361  | 376  |

| 1911 | 1921 | 1926 | 1931 | 1936 | 1946 | 1954 | 1962 | 1968 |
| ---- | ---- | ---- | ---- | ---- | ---- | ---- | ---- | ---- |
| 353  | 295  | 340  | 359  | 397  | 157  | 277  | 329  | 355  |

| 1975 | 1982 | 1990 | 1999 | 2005 | 2006 | 2010 | 2015 | 2020 |
| ---- | ---- | ---- | ---- | ---- | ---- | ---- | ---- | ---- |
| 296  | 281  | 245  | 223  | 209  | 201  | 246  | 250  | 250  |

| 2022 | - | - | - | - | - | - | - | - |
| ---- | - | - | - | - | - | - | - | - |
| 249  | - | - | - | - | - | - | - | - |

## Culture locale et patrimoine

### Lieux et monuments
- Au lieu-dit les Noires Terres, assez loin du village actuel, lorsque ce terrain était labouré, on trouvait souvent des pierres, des tuiles, des ardoises, et parfois des débris de poteries et des figurines en terre cuite, voire des monnaies. Il pourrait s'agir là, de vestiges gallo-romain, la voie romaine de Reims à Trèves à un peu plus d'un kilomètre de là[1].
- L'église de Sailly a été dédiée à l'origine à Maximin d'Aix, archevêque de Trèves, décédé au IVe siècle, puis à saint Bavon[1].
- Une chapelle se tient au bord de la route de Blanchampagne. Elle est dédiée à sainte Barbe[1].

### Héraldique
| Armes de Sailly | Les armes de Sailly se blasonnent ainsi : Coupé : au 1er de gueules aux deux clefs d’argent passées en sautoir, au 2e d’argent aux trois épis de blé en gerbe de sinople. |